# Bennett Springs
Bennett Springs – jednostka osadnicza w Stanach Zjednoczonych, w stanie Missouri, w hrabstwie Laclede.